# Deficiência da ornitina transcarbamilase
Deficiência da ornitina transcarbamilase (OTC)  é uma doença metabólica hereditária rara que afeta o ciclo da ureia e que acomete um em cada 50 mil recém-nascidos. É causada pela falta de um gene ligado ao cromossomo X.
A deficiência dessa enzima - ornitina transcarbamilase - aumenta as taxas de ureia no plasma sanguíneo, podendo causar danos irreversíveis em recém-nascidos, quando não diagnosticada a tempo.
Os sintomas, observados em até 48 horas de vida, são letargia, sonolência acentuada, hipotonia, vômito e instabilidade térmica.
A doença pode ser diagnosticada ainda no período pré-natal, através de exames do DNA fetal.
A única cura conhecida para OTC é via transplante de figado. Se não for tratado pode levar a séries alterações neurológicas e a morte precoce.
É também conhecida como deficiência de OTC (ornitina transcarbamilase), é o distúrbio do ciclo da ureia mais comum em humanos. A ornitina transcarbamilase, a enzima defeituosa nesse distúrbio, é a enzima final da porção proximal do ciclo da uréia, responsável pela conversão de fosfato de carbamoil e ornitina em citrulina . A deficiência de OTC é herdada de forma recessiva ligada ao cromossomo X, o que significa que os homens são mais comumente afetados do que as mulheres.
Em indivíduos gravemente afetados, as concentrações de amônia aumentam rapidamente, causando ataxia, letargia e morte sem intervenção rápida. A deficiência de OTC é diagnosticada usando uma combinação de achados clínicos e testes bioquímicos, enquanto a confirmação geralmente é feita usando técnicas de genética molecular. 
Uma vez que um indivíduo tenha sido diagnosticado, o objetivo do tratamento é evitar episódios precipitados que possam causar um aumento na concentração de amônia. O tratamento mais comum combina uma dieta pobre em proteínas com agentes de eliminação de nitrogênio. O transplante de fígado é considerado curativo para esta doença. Ensaios experimentais de terapia genética usando vetores adenovirais resultaram na morte de um participante, Jesse Gelsinger e foram descontinuados. 

## Sinais e sintomas
Tal como acontece com várias outras condições metabólicas, a deficiência de ornitina transcarbamilase (OTC) pode ter apresentações variáveis, em relação à idade de início e à gravidade dos sintomas. Isso se agravou ao considerar mulheres heterozigotas e a possibilidade de inativação não aleatória do gene X. Na apresentação clássica e mais conhecida, um lactente do sexo masculino parece inicialmente bem, mas no segundo dia de vida fica irritável, letárgico e para de mamar. Desenvolve-se uma encefalopatia metabólica , que pode progredir para coma e morte sem tratamento.  A amônia é tóxica apenas para o cérebro, outros tecidos podem lidar com concentrações elevadas de amônia sem problemas. 
As formas tardias de deficiência de ornitina transcarbamilase (OTC) podem ter apresentações variáveis. Embora as formas de início tardio da doença sejam frequentemente consideradas mais brandas do que a apresentação infantil clássica, qualquer indivíduo afetado corre o risco de um episódio de hiperamonemia que ainda pode ser fatal, se apresentado com os estressores apropriados.  Esses pacientes geralmente apresentam dores de cabeça, náuseas, vômitos, atraso no crescimento e uma variedade de sintomas psiquiátricos (confusão, delírio, agressão ou automutilação).  Uma história alimentar detalhada de um indivíduo afetado com deficiência de OTC (ornitina transcarbamilase) não diagnosticada frequentemente revelará uma história de evitação de proteínas. 
O prognóstico de um paciente com deficiência grave de OTC (ornitina transcarbamilase) está bem correlacionado com a duração do período hiperamonêmico, e não com o grau de hiperamonemia ou com a presença de outros sintomas, como convulsões.  Mesmo para pacientes com formas tardias da doença, seu quadro clínico geral depende da extensão da hiperamonemia que eles experimentaram, mesmo que ela não tenha sido reconhecida. 

## Genética
A deficiência de OTC (ornitina transcarbamilase) é causada por mutações no gene OTC , localizado no cromossomo X.  OTC codifica a enzima mitocondrial ornitina transcarbamilase que é expressa apenas no fígado. A enzima funcional consiste em três subunidades idênticas.  A OTC é a última enzima da porção proximal do ciclo da ureia, que consiste nas reações que ocorrem nas mitocôndrias. Os substratos da reação catalisada pela ornitina transcarbamilase são a ornitina e o carbamil fosfato, enquanto o produto é a citrulina. 
Não há mutações comuns que causam doenças, no entanto, 10 a 15% das mutações que causam doenças são deleções (remoção parcial de um cromossoma ou de um gene).  É herdado de forma recessiva ligada ao cromossomo X, o que significa que os homens são mais comumente afetados do que as mulheres. As mulheres que carregam uma cópia defeituosa do gene podem ser gravemente afetadas ou assintomáticas, dependendo em grande parte da natureza aleatória da inativação do X. Existe algum grau de correlação genótipo-fenótipo com a deficiência de OTC, mas isso depende de várias situações. Indivíduos com mutações mais leves, frequentemente associadas a doença de início tardio, ainda podem apresentar doença grave quando expostos a estresse metabólico suficiente. 
As correlações são mais difíceis de determinar em mulheres, uma vez que a atividade residual da OTC no fígado é afetada não apenas pela natureza da mutação, mas também pelo padrão aleatório de inativação do X.  Estima-se que a deficiência de OTC seja o distúrbio mais comum do ciclo da ureia. Uma incidência exata é difícil de calcular, devido às apresentações clínicas variadas das formas de início tardio da doença. As primeiras estimativas da incidência chegaram a 1:14.000 nascidos vivos, no entanto, estudos posteriores diminuíram essas estimativas para aproximadamente 1:60.000 - 1:72.000. 

## Diagnóstico
Em indivíduos com hiperamonemia acentuada, um distúrbio do ciclo da ureia geralmente está no topo da lista de possíveis causas. Embora o foco imediato seja a redução das concentrações de amônia do paciente, também é fundamental identificar a causa específica do aumento dos níveis de amônia. 
O teste de diagnóstico para deficiência de OTC ou qualquer indivíduo com hiperamonemia envolve análise de aminoácidos no plasma e na urina, análise de ácido orgânico na urina (para identificar a presença ou ausência de ácido orótico, bem como descartar uma acidemia orgânica) e acilcarnitinas plasmáticas (será normal na deficiência de OTC, mas pode identificar algumas outras causas de hiperamonemia). 
Um indivíduo com deficiência de OTC não tratada apresentará concentrações diminuídas de citrulina e arginina (porque o bloqueio da enzima é próximo a esses intermediários) e aumento do ácido orótico. O aumento das concentrações de ácido orótico resulta do acúmulo de fosfato de carbamoil. Esse fenótipo bioquímico (amônia aumentada, citrulina baixa e ácido orótico aumentado) é clássico para deficiência de OTC, mas também pode ser observado em apresentações neonatais de deficiência de ornitina aminotransferase.  Somente os homens gravemente afetados demonstram consistentemente esse fenótipo bioquímico clássico. 
Mulheres heterozigotas podem ser difíceis de diagnosticar. Com o surgimento das técnicas de sequenciamento, os testes moleculares tornaram-se preferidos, principalmente quando as doenças que causam mutações na família são conhecidas.  Historicamente, mulheres heterozigotas eram frequentemente diagnosticadas usando um desafio com alopurinol . Em uma mulher com atividade enzimática reduzida, uma dose oral de alopurinol seria metabolizada em ribonucleotídeo oxipurinol, que bloqueia a via biossintética da pirimidina. Quando este bloqueio enzimático induzido é combinado com atividade enzimática fisiológica reduzida, como observado em heterozigotos, a elevação do ácido orótico pode ser usada para diferenciar heterozigotos de indivíduos não afetados. Este teste não foi universalmente eficaz, pois tinha tanto falso negativo e resultados falsos positivos. 
A ornitina transcarbamilase é expressa apenas no fígado, portanto, a realização de um ensaio enzimático para confirmar o diagnóstico requer uma biópsia hepática. Antes do teste de genética molecular estar comumente disponível, esse era um dos únicos métodos para confirmação de um diagnóstico suspeito. Nos casos em que o diagnóstico pré-natal era solicitado, era necessária a biópsia hepática fetal para confirmar se o feto era afetado.  Técnicas moleculares modernas eliminaram essa necessidade, e o sequenciamento de genes é agora o método preferido de diagnóstico em membros assintomáticos da família após o diagnóstico ter sido confirmado em um probando. 

## Tratamento
O objetivo do tratamento para indivíduos afetados com deficiência de OTC é evitar a hiperamonemia. Isso pode ser conseguido por meio de uma dieta estritamente controlada com baixo teor de proteínas, bem como tratamento preventivo com agentes de eliminação de nitrogênio, como benzoato de sódio. O objetivo é minimizar a ingestão de nitrogênio, permitindo que o nitrogênio residual seja excretado por vias alternativas.  A arginina também é normalmente suplementada, em um esforço para melhorar a função geral do ciclo da ureia.  Se ocorrer um episódio hiperamonêmico, o objetivo do tratamento é reduzir os níveis de amônia do indivíduo o mais rápido possível. Em casos extremos, isso pode envolver hemodiálise .  
A terapia gênica havia sido considerada uma possibilidade de tratamento curativo para a deficiência de OTC, e os ensaios clínicos estavam ocorrendo na Universidade da Pensilvânia no final dos anos 1990. Estes foram interrompidos após a morte de Jesse Gelsinger, um jovem que participava de um estudo de fase I usando um vetor de adenovírus.  Atualmente, a única opção para curar a deficiência de OTC é um transplante de fígado, que restaura a atividade enzimática normal.  Uma revisão de 2005 de 51 pacientes com deficiência de OTC submetidos a transplante hepático estimou taxas de sobrevida em 5 anos superiores a 90%. Casos graves de deficiência de OTC são tipicamente avaliados para transplante de fígado aos 6 meses de idade. 

## Prognóstico
Um estudo retrospectivo de 1999 de 74 casos de início neonatal constatou que 32 (43%) pacientes morreram durante seu primeiro episódio hiperamonêmico. Dos que sobreviveram, menos de 20% sobreviveram até os 14 anos. Poucos desses pacientes receberam transplantes de fígado. 